# Södra Leyte

Södra Leytes läge i Filippinerna

Södra Leyte är en provins i Filippinerna. Den är belägen på ön Leyte i regionen Östra Visayas och har 402 900 invånare (2006) på en yta av 1 735 km². Administrativ huvudort är Maasin.
Provinsen är indelad i 18 kommuner och 1 stad.